# Alfred Daniel
Alfred Daniel (* 21. Mai 1886 in Balingen; † 7. Februar 1984 in Radolfzell am Bodensee) war ein deutscher Jurist und christlicher Anarchist.

## Leben
Von schwäbischen Handwerkern (Rotgerbern und Buchdruckern) abstammend, war der Vater Adolf ein kleiner Verleger in Balingen, der wie der Großvater Wilhelm Daniel eine Tageszeitung herausgab. Alfred studierte ab 1904 Rechtswissenschaft bis zur Promotion 1911 an der Universität Tübingen. 1914 wirkte er als Rechtsanwalt in Stuttgart und verteidigte den von Ausweisung bedrohten Gusto Gräser. Dazu initiierte er eine öffentliche Kampagne mit vielen Prominenten. 1915 entschloss er sich zur Kriegsdienstverweigerung. Von 1921 bis 1925 gehörte er zur christrevolutionären Bewegung um Gregor Gog und Karl Strünckmann und war Schriftleiter der Zeitschrift Weltwende. Daniel war ein Anhänger des Theologen Christoph Blumhardts und lernte 1922 auch den Theologen Karl Barth kennen. Mit Gusto Gräser blieb er befreundet. Im Jahre 1926 heiratete er die Heilbronner Künstlerin Els Daniel-Stroh, mit der er in Balingen lebte und einen Sohn hatte. 1937 trennten sie sich und wurden 1940 geschieden. Ab 1926 gab er mit zwei Brüdern eine schwäbische Tageszeitung heraus, den Balinger Volksfreund, die 1933 eingestellt werden musste. 1930 richtete er an Kirchenpräsident Theophil Wurm einen Offenen Brief „über die sittliche Bedenklichkeit von Flugakrobatik“ anlässlich eines Flugzeugunglücks in Böblingen am 18. September 1930 mit Fritz Schindler, worin er u. a. auf den militaristischen Hintergrund verwies. 1937 wurde er von den Nationalsozialisten enteignet. In Radolfzell verbrachte er den Lebensabend und gab Veröffentlichungen des Deutschen Proudhon-Archivs heraus.

## Schriften
- Der Irrtum über Strafminderungsumstände, Dissertation Tübingen 1911 (HeBIS)
- Ur oder Kultur? Worte Jesu nach Evangelien u. Apokryphen, Balingen 1924
- Iphigenie, die Politik der Humanität, Bellnhausen über Gladenbach 1964
- Die protestantische Revolution, Bellnhausen über Gladenbach 1968
- „Die Entartung des Eigentums als Ursache der gegenwärtigen Weltkrise und die Aufgabe einer progressiven Politik“, in: Neue Wege, Jahrgang 64 (1970), Heft 4 (online)